# Морской бой (фильм)
«Морско́й бой» (англ. Battleship) —  фантастический фильм 2012 года о попытке вторжения инопланетян, основанный на одноимённой настольной игре и лицензированный Hasbro. Режиссёр Питер Берг. Мировая премьера состоялась 3 апреля 2012 года в Токио.

## Сюжет
Радиопередающая станция NASA, расположенная на Гавайских островах, в 2006 году посылает сигналы на самую близкую из экзопланет — Глизе 581 g — по её исследованиям космическим телескопом «Кеплер» учёные предполагают, что там возможна жизнь.
Получив сигнал, разумные жители «планеты G» — антропоморфные, но более крупные Регенты — отправляют к его источнику пять кораблей, которые достигают Земли 6 лет спустя.
Однако, при высадке коммуникационный корабль пришельцев врезается в один из земных орбитальных спутников и обломки падают в нескольких точках на Земле, включая (основной) Гонконг, где происходят значительные разрушения и жертвы среди населения. Химический анализ обломков корабля показывает наличие лоуренсия, остальные элементы, из которых состоит корабль, отсутствуют в таблице Менделеева. Остальные 4 корабля (материнский корабль и три Стингера с отличающимися по цвету бортовыми подсветками) приводняются в Тихом океане около Гавайских островов в квадрат, где в то же время проходят международные военно-морские учения стран Азиатско-Тихоокеанского региона.
Несколько кораблей замечают подозрительную активность (а именно верхнюю часть корабля носителя) и направляются туда с разведывательной целью. С эсминца «Джон Пол Джонс» спускают лодку. Люди высаживаются на корабль пришельцев, чем вызывают короткое замыкание, и все три Стингера поднимаются на поверхность (до контакта с кораблями людей они находились под водой). Пришельцы накрывают острова и окружающее море (в котором оказываются три ракетных эсминца с учений) непроницаемым силовым куполом: попытки людей прорваться внутрь не увенчались успехом.  Эсминцы пытаются вступить в контакт, подавая различные пиротехнические и звуковые сигналы. Пришельцы приняли гудок корабля за применение звукового оружия и ответили тем же, нанеся незначительные повреждения эсминцу и оглушая экипаж. Командиры принимают решение открыть огонь по инопланетянам из корабельных пушек, но последние обрушивают на них мощь своих миномётных батарей залпового огня. Первый удар принял на себя «Джон Пол Джонс», уничтожив почти все снаряды в воздухе, кроме одного, который падает рядом с мостиком и взрывом убивает всех старших офицеров корабля. Второй залп отражает «Сэмпсон», но тоже не полностью. После чего Стингер собирается атаковать «Джон Пол Джонс», но «Сэмпсон» выстрелом отвлекает его внимание на себя, сразу после этого принимает на себя шквальный залп из миномёта и оказывается уничтожен чудовищным взрывом вместе со всем экипажем. Второй японский корабль — «Myōkō» оказывается под градом мин сразу после «Сэмпсона», но мины прилетают рядом с башенной турелью на носу корабля, корабль ломает пополам взрывом, но «Джон Пол Джонсу» удаётся спасти часть экипажа «Myōkō». Два корабля — «Сэмпсон» и японский «Myōkō» — уничтожены, на третьем эсминце — «Джон Пол Джонсе» — разрушен командный пост, погибли почти все офицеры, командование переходит к лейтенанту Алексу Хопперу. Лейтенант понимает, что датчики на кораблях пришельцев способны обнаружить заряженные и нацеленные орудия и начать контратаку. Капитан Нагато с Myōkō рассказывает Хопперу об их системе обнаружения американских кораблей «вслепую», с помощью данных от системы буёв предупреждения о цунами. С помощью этой уловки (что сходно с настольной игрой «Морской бой») эсминец вступает в бой и уничтожает два из трёх Стингеров («красный» и «зелёный»), выпуская по заданным квадратам ракеты «Томагавк». Экипаж обнаруживает, что пришельцы не выносят солнечного света.
После бойни в океане пришельцы отправляют на один из островов несколько шредер-дронов с целью подавить наземное сопротивление. В результате военная база с вертолётами, а также главные транспортные узлы города оказываются разрушены. (Шредер-дроны представляют собой шарообразные тела, состоящие из множества сверхпрочных лезвий, которые способны измельчать металл и даже железобетон. При этом агрегат выдерживает колоссальные нагрузки при ударах, почти не подвержен высоким температурам, а также легко маневрирует по земле и может перемещаться по воздуху со скоростью самолёта при значительной массе. Электронная начинка: Навигатор, система распознавания и анализа объектов, видеокамера высокого расширения, автопилот. Интересный факт: дрон не стал убивать людей в городе и чётко придерживался своей цели, после чего самоликвидировался).
На рассвете последний («синий») Стингер отправился добивать эсминец «Джон Пол Джонс». Однако лучи восходящего солнца ослепляют его экипаж, не помогает даже тонировка на лобовом стекле. Хоппер и Нагата выстрелами из крупнокалиберных снайперских винтовок Barrett M82 разбивают обзорное окно командной рубки Стингера, окончательно закрепляя эффект. Экипаж стингера оказывается небоеспособен, а эсминец уничтожает парализованный Стингер из всех орудий. Материнский корабль издалека отправляет в атаку пару шредер-дронов, которые разрывают эсминец надвое, большинство матросов спасается. Корабельная зенитка оказывается бесполезна, даже после нескольких удачных попаданий в дроны.
Пришельцы высаживаются на остров у радиопередающей станции и героям становится ясен их план: послать сообщение на родную планету, используя земные средства космической связи, что может привести к высадке основных сил вторжения. Если до атаки эсминцев на Стингеры они были настроены вести дружеский диалог, то теперь они готовы поработить землян.
Хопперу и его людям, ввиду полного уничтожения морских сил, приходит в голову мысль запустить законсервированный линкор «Миссури», используемый в качестве музея. С помощью ветеранов, прибывших на учения, им это удаётся и они идут на корабль пришельцев. При сближении Хопперу удаётся хитрый манёвр: при наведённых в сторону орудиях (дабы не провоцировать противника), якорем резко затормозить и развернуть линкор на ходу — пущенные «с упреждением» снаряды пришельцев промахиваются, а залпы орудий главного калибра линкора разносят основной корабль и передающую станцию на острове. Силовой щит исчезает и самолёты международной эскадры завершают разгром.
После титров показывают, что в Шотландии в одном из осколков инопланетного корабля связи, который потерпел крушение, местные жители находят уцелевшего инопланетянина, после долгих попыток вскрыть спасательную капсулу, принадлежавшую коммуникационному кораблю…

## В ролях
- Тейлор Китч — лейтенант Алекс Хоппер[5][6], руководитель боевой части эсминца США «Джон Пол Джонс»; типичный сорвиголова, брат Стоуна Хоппера
- Александр Скарсгард — капитан 2-го ранга (коммандор) Стоун Хоппер[7], капитан эсминца США «Сэмпсон»; трезвый и расчётливый брат Алекса Хоппера
- Таданобу Асано — капитан Юги Нагата, капитан эсминца японских сил самообороны «Мёко»
- Бруклин Деккер — Саманта «Сэм» Шэйн[8], физиотерапевт в Центре физиотерапии флота на гавайском острове Оаху; дочь адмирала Терренса Шэйна
- Лиам Нисон — адмирал Терренс Шэйн[7], командующий Тихоокеанским флотом США, руководитель морских учений RIMPAC; отец Саманты
- Рами Малек — лейтенант Хилл
- Адам Годли — доктор Ногрэди, руководитель программы «The Beacon Project» («Сигнальный маяк»)
- Хэмиш Линклейтер — Кэл Запата, участник «Маяка», работающий на Гавайской станции спутниковой связи «Сэддл Ридж»
- Грегори Гэдсон — подполковник в отставке Майк Каналес[9]; инвалид войны с твёрдым характером
- Рианна — старшина 2-го класса Кора «Вепс» Рейкс[8][10], помощник наводчика боевой части эсминца США «Джон Пол Джонс»
- Джесси Племонс — Джимми «Орди» Орд, помощник боцмана на эсминце США «Джон Пол Джонс»
- Джон Туи — Уолтер «Зверь» Линч, главный старшина на эсминце США «Джон Пол Джонс»
- Питер Макникол — Министр обороны США
- Джошуа Пенс[англ.] — шеф Мур
- Билл Стинчкомб[англ.] — морской комендант

## Съёмки
Съёмки проходили на Гавайских островах Мауи и Оаху, в Шерман-Окс (Лос-Анджелесе), на пляже Плайя Дель Рей и в городе Батон-Руж.

## Прокат
В Австралии, Германии и Сингапуре фильм вышел в прокат 12 апреля 2012 года, в Белоруссии, Кувейте, России, Словакии и на Украине — 19 апреля 2012 года, в Болгарии, Пакистане и Турции — 20 апреля 2012 года.

## Критика
Фильм получил смешанные отзывы кинокритиков. На сайте Rotten Tomatoes фильм имеет рейтинг 34 % на основе 212 рецензий со средним баллом 4.6 из 10. На сайте Metacritic фильм имеет оценку 41 из 100 на основе 39 рецензий критиков, что соответствует статусу «смешанные или средние отзывы». Фильм провалился в американском прокате.